# Две опашчици
„Две опашчици“ (на руски: Два Хвоста) е руска компютърна анимация от 2018 г. на режисьорите Виктор Азеев и Наталия Нилова, а сценарият е на Василий Ровенски. Музиката е композирана от Иван Урюпин. Озвучаващия състав се състои от Сергей Бурунов, Диомид Виноградов, Лина Иванова, Даниил Щебланов, Ирина Киреева и др. Продуциран от Licensing Brands, световната премиера се състои в Русия на 25 май 2018 г. и е пуснат по киносалоните на 31 май, получавайки смесени отзиви.

## В България
В България филмът е пуснат по кината на 16 май 2018 г. в „Про Филмс“. Екипът се състои от:
| Преводач            | Ивана Петрова                                                           |
| Тонрежисьор         | Никола Томов                                                            |
| Режисьор на дублажа | Анна Тодорова                                                           |
| Озвучаващи артисти  | Лорина Камбурова Лина Шишкова Явор Караиванов Камен Асенов Петър Калчев |